# Chris Bauer
Mark Christopher Bauer (Los Angeles, Califórnia, 28 de outubro de 1966) é um ator de filmes e televisão estadunidense. Seu papel mais conhecido foi de Fred Yokas, da série Third Watch.

## Biografia
Bauer nasceu e cresceu em Los Angeles, na Califórnia. Se graduou na Miramonte High School em Orinda, em seu estado de origem, no ano de 1984. Jogou no time de futebol americano do colegial no mesmo ano. Depois, estudou na Universidade de San Diego e se formou pela Yale School of Drama.

## Carreira
Paritipou de vários filmes, sempre com papéis secundários. Alguns de maior destaque foram Advogado do Diabo com Keanu Reeves e Al Pacino, um homem mascarado no filme 8 mm com Nicolas Cage e Ivan Dubov no filme A Outra Face com John Travolta. Participou de várias séries televivas como The Wire, Law & Order: Criminal Intent, CSI: Crime Scene Investigation, Smith e The Lost Room. Ganhou destaque com Tilt, porém seu mais famoso personagem foi Fred Yokas na série dramática Third Watch, onde interpretou o marido de gênio forte da policial Faith Yokas.

## Filmografia

### Filmes
- The Guitar (2007) .... cirurgião chefe
- Neal Cassady (2007) .... Ken Kesey
- Flags of Our Fathers (2006) .... comandante Vandegrift
- The Notorious Bettie Page (2005) .... Irving Klaw
- Broken Flowers (2005) .... Dan
- Our Fathers (2005) (televisão) .... Olan Horne
- The Exonerated (2005) (televisão) .... policial branco #1
- Keane (2004) .... bartender
- Angels Crest (2002) .... Teddy
- Bug (2002) .... Ernie
- Anatomy of a Breakup (2002) .... Jake
- Taking Back Our Town (2001) (televisão) .... James Melancon
- 61* (2001) (televisão) .... Bob Cerv
- The Story of Calvin Stoller, Last Abstract Expressionist (2001) .... Calvin Stoller
- The Photographer (2000) .... Paul
- High Fidelity (2000) .... Paul
- Animal Factory (2000) .... Bad Eye
- Flawless (1999) .... Jacko
- Sweet and Lowdown (1999) .... Ace
- The Hunley (1999) (televisão) .... Simkins
- Cradle Will Rock (1999) .... VTA – Carpenter
- 8MM (1999) .... George Higgins / Machine
- A Cool, Dry Place (1998) .... Larry Ives
- Advogado do Diabo (1997) .... Lloyd Gettys
- The Myth of Fingerprints (1997) .... Jerry
- One Night Stand (1997) .... Bartender
- Deconstructing Harry (1997)
- Snow White: A Tale of Terror (1997) .... Konrad
- A Outra Face (1997) .... Ivan Dubov
- Fools Rush In (1997) .... Phil
- Colin Fitz (1997) .... Tony Baby Shark

### Séries
- Heels (2021) ... Wild Bill Hancock
- American Crime Story (2016) .... Detetive Tom Lange
- True Blood (2008) .... Andy Bellefleur
- Fringe (2008) .... Brian Dempsey (1 episódio)
- The Black Donnellys (2007) .... Huey Farrell (3 episódios)
- Numb3rs (2007) .... Ray Galuski
- Smith (2006–2007) .... Agent Dodd (7 episódios)
- Law & Order: Criminal Intent (2007) .... Murtaugh
- CSI: Crime Scene Investigation (2007) .... Detetive Paul Browning
- The Lost Room (2006) .... Lou Destefano
- Masters of Horror (2006) .... Larry Pearce
- Criminal Minds (2005) .... Dr. Theodore "Ted" Bryar
- Tilt (2005) .... Leeland 'Lee' Nickel (9 episódios)
- Jonny Zero (2005) .... Stringer (6 episódios)
- Third Watch (1999–2004) .... Fred Yokas (41 episódios)
- The Wire (2003) .... Frank Sobotka (12 episódios)
- Law & Order (1992–2002) .... Homeless David (3 episódios)
- Dead Last (2001) .... Dale
- The Fugitive (2001) .... Goon
- New York Undercover (1996) .... Terry Fillpot
- The Untouchables (1994) .... Doorman
- Midnight Caller (1989) .... motorista de caminhão